# Joke Schauvliege
Joke Schauvliege (Gent, 16 maart 1970) is een Belgisch politica voor CD&V.

## Levensloop
Schauvliege groeide op in Evergem. Vader Gérard Schauvliege was landmeter en ze is een achterkleinkind van August Schauvliege. Ze studeerde na haar humaniora in de Onze-Lieve-Vrouw Visitatie te Gent, rechten aan de RUG, waar ze in 1993 haar licentiaatsdiploma behaalde. Ze was lid van de jeugdbeweging Vrouwelijke Katholieke Arbeidersjeugd (VKAJ) en verschillende andere verenigingen. Ze werkte van 1993 tot 2004 als advocate aan de Gentse balie en was van 1995 tot 1996 bestuurssecretaris op het ministerie van Justitie.

### Gemeenteraadslid
Schauvliege werd in 1994 als jongste gemeenteraadslid verkozen in Evergem, een mandaat dat ze nog steeds uitoefent.

### Volksvertegenwoordigster (1)
Van 1999 tot 2003 zetelde Schauvliege in de Kamer van volksvertegenwoordigers, voor de toenmalige CVP. In 1999 kreeg ze samen met de sp.a-politicus Jo Vermeulen een rubriek "Jo en Joke" in het praatprogramma De Laatste Show van de Vlaamse openbare omroep, waarin twee jonge, pas verkozen parlementsleden imago-advies kregen.
In 2003 greep Schauvliege naast een parlementszetel. In 2004 maakte Schauvliege de overstap naar het Vlaamse niveau. Bij de derde rechtstreekse Vlaamse verkiezingen van 13 juni 2004 werd ze verkozen in de kieskring Oost-Vlaanderen. Ze bleef Vlaams volksvertegenwoordiger tot het einde van de legislatuur in juni 2009. Ze was in het Vlaams Parlement lid van de commissie voor Leefmilieu en Ruimtelijke Ordening. Binnen CD&V wordt ze beschouwd als specialiste inzake ruimtelijke ordening. Schauvliege was ook ondervoorzitster van de CD&V-fractie in het Vlaams Parlement en secretaris van de commissie Binnenlandse Aangelegenheden en Bestuurszaken. Van 2007 tot 2009 bekleedde Schauvliege lokaal een uitvoerend mandaat. In haar gemeente Evergem was ze schepen van Ruimtelijke Ordening, Jeugdbeleid, Toerisme en Natuurontwikkeling. Van 2008 tot 2009 was zij nationaal ondervoorzitster van CD&V.

### Minister van Leefmilieu, Natuur en Cultuur
Ook na de Vlaamse verkiezingen van 7 juni 2009 werd ze opnieuw Vlaams volksvertegenwoordiger. Ze behaalde 51.810 voorkeurstemmen, meteen het hoogste aantal in Oost-Vlaanderen. Deze hoge persoonlijke score werd in juli 2009 verzilverd met het ambt van minister van Leefmilieu, Natuur en Cultuur in de nieuwe Vlaamse Regering-Peeters II.
Tijdens het Belgisch EU-voorzitterschap in 2010 zat Vlaams minister Schauvliege de Europese Raad Leefmilieu voor. Daarbij zette ze Duurzaam Materialenbeheer succesvol op de Europese agenda. In februari 2012 keurde de Vlaamse Regering op voorstel van minister Schauvliege de geluidsnormen voor muziekactiviteiten goed. De normen zijn in voege sinds 1 januari 2013. In 2012 kreeg Schauvliege van de culturele (muziek)sector veel kritiek. Dit wegens het invoegen van een wettelijke geluidsnorm op concerten en festivals (max. 100 dB). Volgens sommigen is deze norm te laag om bepaalde muziekgenres nog goed te kunnen spelen in België. Ze kreeg eveneens kritiek te slikken van de cultuursector toen ze bij haar aanstelling blijk gaf in de laatste zes maanden slechts één toneelstuk te hebben gezien, waarvan ze zich de titel niet herinnerde.
Milieu- en natuurorganisaties uitten kritiek op haar beleid, onder meer door het versoepelen van de vossenjacht. De milieuorganisaties steunden Schauvliege wel in haar vraag om tegen 2020 30% minder broeikasgassen uit te stoten in Vlaanderen, een verplichting die werd opgelegd door de Europese Unie.

#### De zaak Uplace
Als minister van leefmilieu kende ze een milieuvergunning toe voor de bouw van het omstreden winkelcomplex Uplace. Dat laatste viel ook bij de zelfstandigenorganisatie UNIZO niet in goede aarde.  Haar goedkeuring van Uplace kon wel op bijval rekenen van Voka en oppositiepartij Open Vld. Die vergunning werd later in 2014 door de Raad van State vernietigd.
Tijdens de laatste ronde van het Kunstendecreet verhoogde ze het totaal aantal middelen met meer dan 7 miljoen euro, van 87 miljoen naar 94,5 miljoen euro. Ze koos voor 10% projectsubsidies en 90% structurele subsidies, waar het vroeger 3% en 97% was. "Dat zorgt voor meer flexibiliteit, meer impulsen voor artistieke vernieuwing en creatieve productie", verduidelijkte ze. Ze koos er eveneens voor de structurele jaarlijkse subsidie aan La Petite Bande stop te zetten. Tijdens haar bewind stapte Kathryn Bennets, de artistiek directrice van het Ballet van Vlaanderen ook op uit onvrede. Op 7 december 2012 sloot minister Schauvliege samen met haar Franstalige collega Fadila Laanan een cultureel samenwerkingsakkoord tussen Vlaanderen en de Franse Gemeenschap.

### Minister van Omgeving, Natuur en Landbouw
Bij de Vlaamse verkiezingen van 25 mei 2014 was Schauvliege lijsttrekster in de kieskring Oost-Vlaanderen. Ze behaalde 55.291 voorkeurstemmen en werd herverkozen als Vlaams volksvertegenwoordiger. In de nieuw gevormde regering-Bourgeois werd ze minister van Omgeving, Natuur en Landbouw en aldus bevoegd voor de domeinen landbouw en visserij, leefmilieu en natuur (waaronder natuurlijke rijkdommen en plattelandsbeleid) en ruimtelijke ordening.
Tijdens haar tweede mandaat als minister van Natuur lag ze opnieuw onder vuur. Een coalitiepartner van de N-VA noemde haar een marionet van de Boerenbond.

#### Het dossier Essers
Stand-upcomedian Wouter Deprez hekelde in 2015 de manier waarop ze het transportbedrijf Essers een kapvergunning verleende voor een bos en de manier waarop ze het dossier verdedigde. Deprez had ook kritiek op het beheer van het Boscompensatiefonds, waarin geld wordt gestort om bossen aan te planten als er ergens natuur moet wijken, maar geen gebruik van gemaakt wordt, mogelijk om de begroting niet in het rood te doen gaan. Schauvliege stelde daarna voor om het geld te verdelen over de gemeenten, maar ook daar kwam kritiek op, onder meer van Deprez en de N-VA, omdat het voor versnipperde natuur zou zorgen. Schauvliege viseerde in het conflict met Deprez de manier waarop de VRT de cabaretier aan bod liet komen in De Afspraak, wat verschillende politici vonden neigen naar politieke inmenging in het functioneren van de VRT. Het programma lag net onder vuur door een ander incident, waardoor de aanval ook in dat opzicht werd bekritiseerd.
De vier Belgische regeringen die bevoegd zijn voor milieu slaagden er in 2015 niet in om nog voor de klimaatconferentie in Parijs een akkoord te vinden over de verdeling van de inspanningen die moeten gebeuren om de opwarming van de aarde binnen de perken te houden, waarvoor Schauvliege eveneens (gedeelde) kritiek kreeg. Critici, onder andere coalitiepartners, vonden dat ze slecht onderhandelde.

#### De Boskaart
In 2017 besliste minister-president Geert Bourgeois om de Boskaart van minister Schauvliege, met 12.000 ha beschermde bossen, in te trekken omdat er in de kaart te veel fouten en onnauwkeurigheden zaten. Schauvliege kreeg de opdracht een alternatief uit te werken.

#### Klimaatbetogingen
Op een klimaatbetoging op 27 januari 2019 te Brussel, waarop 75.000 mensen aanwezig waren, kregen Schauvliege en politici in het algemeen van jongeren veel kritiek. Er volgde een oproep van Act for Climate Justice om e-mails of sms'en te sturen naar de vier Belgische klimaatministers (Marie-Christine Marghem, Céline Fremault, Joke Schauvliege en Jean-Luc Crucke), met het verzoek om maatregelen te treffen. Volgens cybercrime-expert Philippe Van Linthout kan dat de initiatiefnemers "tot twee jaar cel kosten” Enkele dagen later noemde ze de betogingen in een speech voor het Algemeen Boerensyndicaat op 2 februari 2019 'opgezet spel' en beweerde ze dat de Staatsveiligheid haar had ingelicht over de aanstokers van de protesten. De Staatsveiligheid ontkende dit en nadien zwakte Minister Schauvliege die bewering af. Na intern partijoverleg nam Schauvliege op 5 februari 2019 ontslag als minister binnen de Vlaamse Regering. Beke, Schauvliege en Crevits verwezen daarbij naar de veelvuldige berichten die ze de dagen ervoor had ontvangen en die haar fouten zouden hebben laten maken. Ze werd opgevolgd door Koen Van den Heuvel, CD&V-fractieleider in het Vlaams Parlement.

#### Stikstof
Joke Schauvliege voerde in 2014 op vlak van stikstof een voorlopige regeling in met drempels: een activiteit die minder dan 5 procent van de kritische drempel van een gebied bijdroeg, kon worden vergund. Op basis van die grens werden in jaren erna megastallen, industriële of infrastructuurprojecten gebouwd in de nabijheid van natuurgebieden, ook al ging de totale stikstofdruk er diep in het rood. In 2021 verklaarde de rechter die aanpak onwettig. In 2022 werden miljarden vrijgemaakt om boeren uit te betalen om te stoppen omdat ze te veel stikstof uitstoten.

### Volksvertegenwoordigster (2)
Schauvliege werd na haar ontslag als minister opnieuw lid van het Vlaams Parlement. Ze werd direct aangesteld als eerste ondervoorzitter van het parlement, een functie waarin ze Peter Van Rompuy opvolgde, die op zijn beurt Van den Heuvel verving als CD&V-fractieleider. Bij de Vlaamse verkiezingen van 26 mei 2019 was ze opnieuw lijsttrekster van de Oost-Vlaamse CD&V-lijst. Ze werd verkozen met 43.428 voorkeurstemmen, waarmee Schauvliege de tweede beste persoonlijke score in haar kieskring behaalde. Vervolgens werd ze aangesteld tot tweede ondervoorzitter van het Vlaams Parlement.
In april 2021 werd Schauvliege samen met senator Sabine de Bethune door CD&V voorgedragen als kandidaat-rechter bij het Grondwettelijk Hof, dat voor de helft uit oud-parlementsleden bestaat. Bij zulke benoemingen is het de gewoonte dat de politieke partij die aan de beurt is om een rechter aan te wijzen, een volwaardige kandidaat en een schijnkandidaat naar voren schuift. CD&V gaf echter aan dat de Bethune en Schauvliege gelijkwaardige kandidaten waren. Omdat het ernaar uitzag dat geen van de kandidaten bij stemming in de Senaat de benodigde tweederdemeerderheid zou halen, waardoor de stemming zou moeten worden overgedaan, vroegen de andere partijen aan CD&V-voorzitter Joachim Coens om één volwaardige kandidaat naar voren te schuiven. In onderling overleg werd besloten om Sabine de Bethune naar het Grondwettelijk Hof te sturen. Daarbij speelde mee dat een mogelijke voordracht van Schauvliege als rechter in het Grondwettelijk Hof op veel kritiek stuitte, omdat ze door haar foutieve uitspraken over de klimaatmarsen in 2019 haar politieke geloofwaardigheid had verloren.
Bij de Vlaamse verkiezingen van 9 juni 2024 bekleedde Schauvliege de derde plaats op de CD&V-lijst in Oost-Vlaanderen. Met 16.757 voorkeurstemmen werd ze opnieuw verkozen in het Vlaams Parlement. Schauvliege werd vervolgens derde ondervoorzitter van de assemblee en werd tevens als deelstaatsenator afgevaardigd naar de Senaat.
Sinds januari 2020 is Schauvliege eveneens lid van het Europees Comité van de Regio's.

### Gedeputeerde
Bij de lokale verkiezingen van 2024 stond ze op de Oost-Vlaamse provincieraadslijst van haar partij. Ze werd met 15.379 voorkeursstemmen verkozen, het op een na hoogste resultaat in de provincie. Ze werd door haar partij vervolgens voorgedragen als Oost-Vlaams gedeputeerde en kreeg bevoegdheden als landbouw, platteland, milieu, duurzaamheid en omgevingsvergunningen. Nadat ze begin december 2024 daarin de eed aflegde, verliet ze het Vlaams Parlement.
Sinds april 2025 is Schauvliege eveneens ondervoorzitter van De Vlaamse Waterweg, het overheidsagentschap dat de Vlaamse waterwegen beheert. Dezelfde maand volgde ze Alexander Vercamer als voorzitter van de Gentse Floraliën op.

## Personalia
Joke Schauvliege is gehuwd en heeft twee kinderen. Ze woont in Ertvelde, een deelgemeente van Evergem.

## Ereteken
In 2014 werd ze Commandeur in de Leopoldsorde.